# Jannike Åhlund
Jannike Marie Elisabeth Franciska Åhlund, née le 18 mai 1954, est une journaliste et critique de cinéma suédoise.
Elle a reçu le prix Ingmar Bergman en 1993, a été membre du jury Un Certain Regard lors du Festival de Cannes 2003 et a été membre du jury du prix Luigi De Laurentiis de la meilleure première œuvre à la Mostra de Venise 2003.
Elle est responsable de la Semaine Bergman se tenant à Fårö en juillet.